# Никитинка (Усть-Таркский район)
Никитинка — упразднённая деревня в Усть-Таркском районе Новосибирской области. Входила в состав Побединского сельсовета.

## Название
Прежнее название и статус — посёлок Никитинский.

## География
Располагалась в 11 км к востоку от села Резино, у озера Никитинское.

## История
Основана в 1911 г.
В 1928 г. посёлок Никитинский — административный центр Никитинского сельсовета Еланского района Омского округа Сибирского края.
Снят с учёта решением Новосибирского облсовета народных депутатов № 799 от 01.12.1977 г.

## Население
По переписи 1926 г. в посёлке проживало 148 человек (80 мужчин и 68 женщин), основное население — украинцы.

## Инфраструктура
Личное подсобное хозяйство с зоной сельскохозяйственного использования, индивидуальная застройка усадебного типа. В 1928 г. посёлок Никитинский состоял из 32 хозяйств.